# Unlocked (album d'Alexandra Stan)
Pour les articles homonymes, voir Unlocked.
Albums de Alexandra Stan
Saxobeats
(2011) Alesta (en)
(2016)
Singles
1. Thanks for Leaving
Sortie : 28 avril 2014
2. Cherry Pop
Sortie : 28 mai 2014
3. Dance
Sortie : 18 juillet 2014
4. Give Me Your Everything
Sortie : 20 août 2014
5. Vanilla Chocolat
Sortie : 24 décembre 2014

Unlocked est le deuxième album studio de la chanteuse roumaine Alexandra Stan.
Sorti le 27 août 2014 sous le label Victor Entertainment, l'album profite du succès de Saxobeats (2011) et précède Alesta (en) (2016).
La promotion de l'album est soutenue par la sortie de cinq singles : Thanks for Living, Cherry Pop, Dance, Give Me Your Everything et Vanilla Chocolat. Le single We Wanna, en featuring avec la chanteuse roumaine Inna et le chanteur portoricain Daddy Yankee, est seulement sur la version allemande de Unlocked.
Stan a collaboré avec plusieurs producteurs sur l'album, dont Andreas Schuller (Axident (en)), Sebastian Jacome (Sebastian J. (en)), Chrishan Prince (en), Erik Lidbom (simple) et Gabriel Huiban (en).

## Liste des pistes
| No  | Titre                              | Auteur | Durée |
| --- | ---------------------------------- | --- | ----- |
| 1.  | Little Lies                        | Chrishan Prince, Kyle Coleman, Alexandru Cotoi, Alexandra Stan, Mika Moupondo, Ionut Adrian Radu, Jade Burges | 3:41  |
| 2.  | Cherry Pop                         | Stan, Lukas Hällgren                                                                                          | 3:11  |
| 3.  | Dance                              | Cotoi, Stan, Mika Moupondo, Lee Anna McCollum, Cosmin Basasteanu, Lidbom                                      | 3:41  |
| 4.  | Back to Light                      | Nazarine Henderson, McCollum, Stan, Anton Kuhl, Cotoi                                                         | 3:34  |
| 5.  | Give Me Your Everything            | Serban Cazan, Stan, McCollum, Henderson, Andrei Mihai                                                         | 3:25  |
| 6.  | Kiss Me Goodbye                    | Cotoi, Mika Moupondo, Stan                                                                                    | 3:18  |
| 7.  | Vanilla Chocolat (feat. Connect-R) | Cotoi, Stan, Stefan Mihalache, Mika Moupondo, Sava Constantin                                                 | 3:17  |
| 8.  | Trumpet Blows                      | Gabriel Huiban, Karen Amanda Reifer, Kerrie Thomas-Armstrong, Thomas-Ray Armstrong                            | 2:52  |
| 9.  | Set Me Free (feat. Grano)          | Mika Moupondo, Cotoi, Radu                                                                                    | 3:55  |
| 10. | Celebrate                          | Stan, Radu, McCollum, Henderson, Cotoi                                                                        | 3:27  |
| 11. | Happy                              | Victor Bourosu, Stan, McCollum, Henderson                                                                     | 3:30  |
| 12. | Thanks for Leaving                 | McCollum, Henderson, Sebastian Jacome, Cotoi                                                                  | 3:36  |
| 13. | Holding Aces                       | Chrishan, Angelica Vasilcov, Coleman, Stan, Cotoi, Radu                                                       | 3:23  |
| 14. | Unlocked                           | Cotoi, Bourosu, Stan, Mika Moupondo                                                                           | 8:14  |
| 15. | Dance (Grano Remix)                | Cotoi, Stan, Mika Moupondo, McCollum, Basasteanu                                                              | 4:18  |